# 42-я танковая дивизия (СССР)
42-я танковая дивизия — воинское соединение Вооружённых сил СССР в Великой Отечественной войне.

## История дивизии
Дивизия сформирована в марте 1941 года в Московском военном округе в г. Горький на базе 24-й легкотанковой бригады 2-го формирования. В составе действующей армии с 22 июня по 5 сентября 1941 года.
На 22 июня дислоцировалась в Идрице. Имела в наличии 24 танка БТ-2 (не менее 4) и БТ-7. В 13.00 командир дивизии полковник Воейков объявил боевую тревогу, практически не имея в составе танков, получила основное количество бронетехники 24 июня. 25 июня начала марш к рубежу обороны по северному берегу реки Даугава севернее Даугавпилса, к 27 июня находилась в районе Извалта и Жидина, однако до назначенного рубежа не дошла, поскольку противник ещё 26 июня переправился через реку и занял Даугавпилс. С 28 июня дивизия атакует город с востока, имея соседом слева 112-ю стрелковую дивизию 22-й армии Западного фронта, соседом справа 185-ю моторизованную дивизию. Сначала дивизия ликвидировала плацдарм в 15-20 километрах восточнее Даугавпилса, начала продвижение к городу, но на подступах к Даугавпилсу была остановлена на рубеже Юзефова, Вилюши, а затем и потеснена на исходный рубеж. Под атаками противника, авиационным и артиллерийским воздействием дивизия ещё отошла в районе Шкипи, Гейби, затем к Извалта, Капилава.
На 30 июня 1941 года в дивизии насчитывалось 270 человек, 14 орудий и 7 танков. До 2 июля 1941 года особой активности в полосе дивизии не было. Со 2 июля 1941 года дивизия участвует в упорных оборонительных боях на рубеже Избанжа, Копилава, затем отошла в район Дагды, где ей была поставлена задача удерживать рубеж до исхода 3 июля 1941 года. В этот день под Дагдой дивизии удалось разгромить колонну дивизии СС «Мёртвая голова» из около 200 автомашин, 15 бронетранспортеров и 18 орудий. Дагда, которую обороняла дивизия, к исходу 3 июля года была обойдена с севера и северо-востока, поэтому дивизия оставила рубеж и к 4 июля отошла в район Лудза, Лаудери, но удержать его не смогла и была вынуждена отступить. К 5 июля дивизия сосредоточилась в районе Себежа в резерве.
На 9 июля 1941 года остатки дивизии обороняли рубеж реки Великая, участвовали в безуспешном контрударе на Остров, отступали в течение конца июля-августа 1941 года за Ловать. 5 сентября 1941 года остатки дивизии были обращены на формирование 42-й танковой бригады.

## Полное название
42-я танковая дивизия

## Подчинение
| Дата                 | Фронт (округ)         | Армия      | Корпус (группа)              | Примечания |
| -------------------- | --------------------- | ---------- | ---------------------------- | ---------- |
| 22 июня 1941 года    | Резерв Ставки ВГК     |            |                              |            |
| 01 июля 1941 года    | Северо-Западный фронт |            | 21-й механизированный корпус |            |
| 10 июля 1941 года    | Северо-Западный фронт | 27-я армия | 21-й механизированный корпус |            |
| 01 августа 1941 года | Северо-Западный фронт | 27-я армия | 21-й механизированный корпус |            |

## Состав
- 83-й танковый полк
- 84-й танковый полк
- 42-й мотострелковый полк
- 42-й гаубичный артиллерийский полк
- 42-й разведывательный батальон
- 42-й отдельный зенитно-артиллерийский дивизион
- 42-й отдельный батальон связи
- 42-й автотранспортный батальон
- 42-й ремонтно-восстановительный батальон
- 42-й понтонно-мостовой батальон
- 42-й медицинско-санитарный батальон (21.08.1941 передан в 23-ю стрелковую дивизию)
- 42-я рота регулирования
- 42-й полевой автохлебозавод
- 247-я полевая почтовая станция
- 503-я полевая касса Госбанка

## Командиры
- Воейков, Николай Иванович, полковник